# Buchenberg (Königsfeld im Schwarzwald)

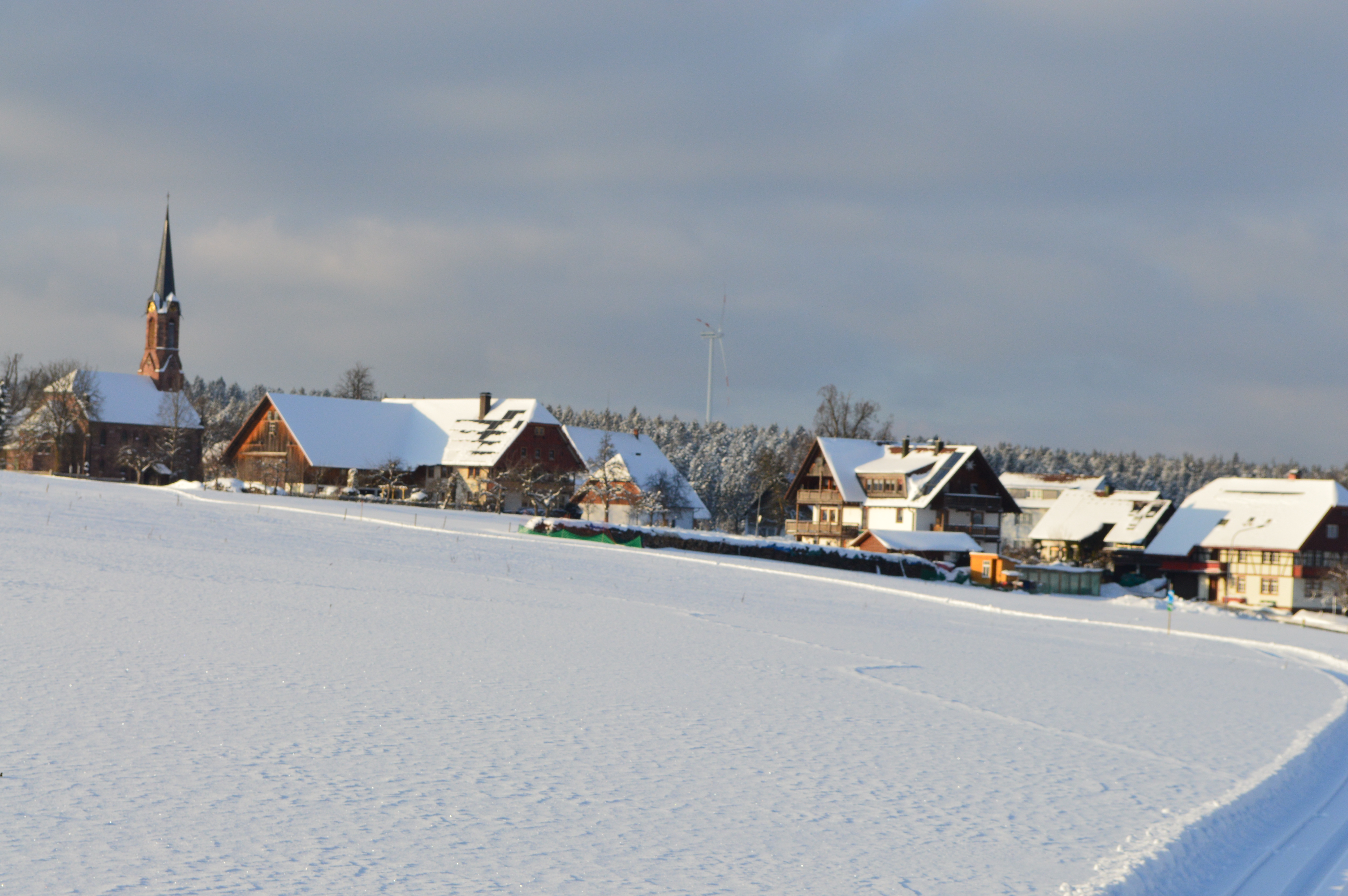
Buchenberg

Buchenberg ist ein Ortsteil der Gemeinde Königsfeld im Schwarzwald im Schwarzwald-Baar-Kreis in Baden-Württemberg.

## Wappen
Beschreibung: "In Gold auf grünem Dreiberg eine grüne Buche."

## Geographie
Buchenberg liegt am Ostabhang des Schwarzwaldes fünf Kilometer nordwestlich von Königsfeld im Schwarzwald.
Es ist ein kleines weilerartiges Straßendorf auf der Buntsandsteinhochfläche.

## Geschichte
Buchenberg wurde 1275 als Büchenberg erstmals erwähnt, ursprünglich war es wohl unter fürstenbergischer Oberhoheit im Besitz der von Falkenstein.
1445 verkaufte der Rottweiler Patrizier Bernhard Haugg seine von Fürstenberg herrührenden Lehen, u. a. Buchenberg, an Graf Ludwig von Württemberg. Die Angliederung an das Großherzogtum Baden erfolgte im Grenzvertrag zwischen Württemberg und Baden 1810.
1975 wurde es in die Gemeinde Königsfeld im Schwarzwald eingemeindet.

## Verwaltung
Zu Buchenberg gehören das Dorf Buchenberg, die Zinken Bregnitz, Brogen, Glashalde, Halden, Lochbronn, Martinsweiler, Mönchhof, Muckenloch, Mühllehen, Nägelesee, Siehdichfür und Waldau und die Wohnplätze Fürndel, Kindersanatorium (Donishof), Lindenloch, Litzelbronn und Rainhäuser.

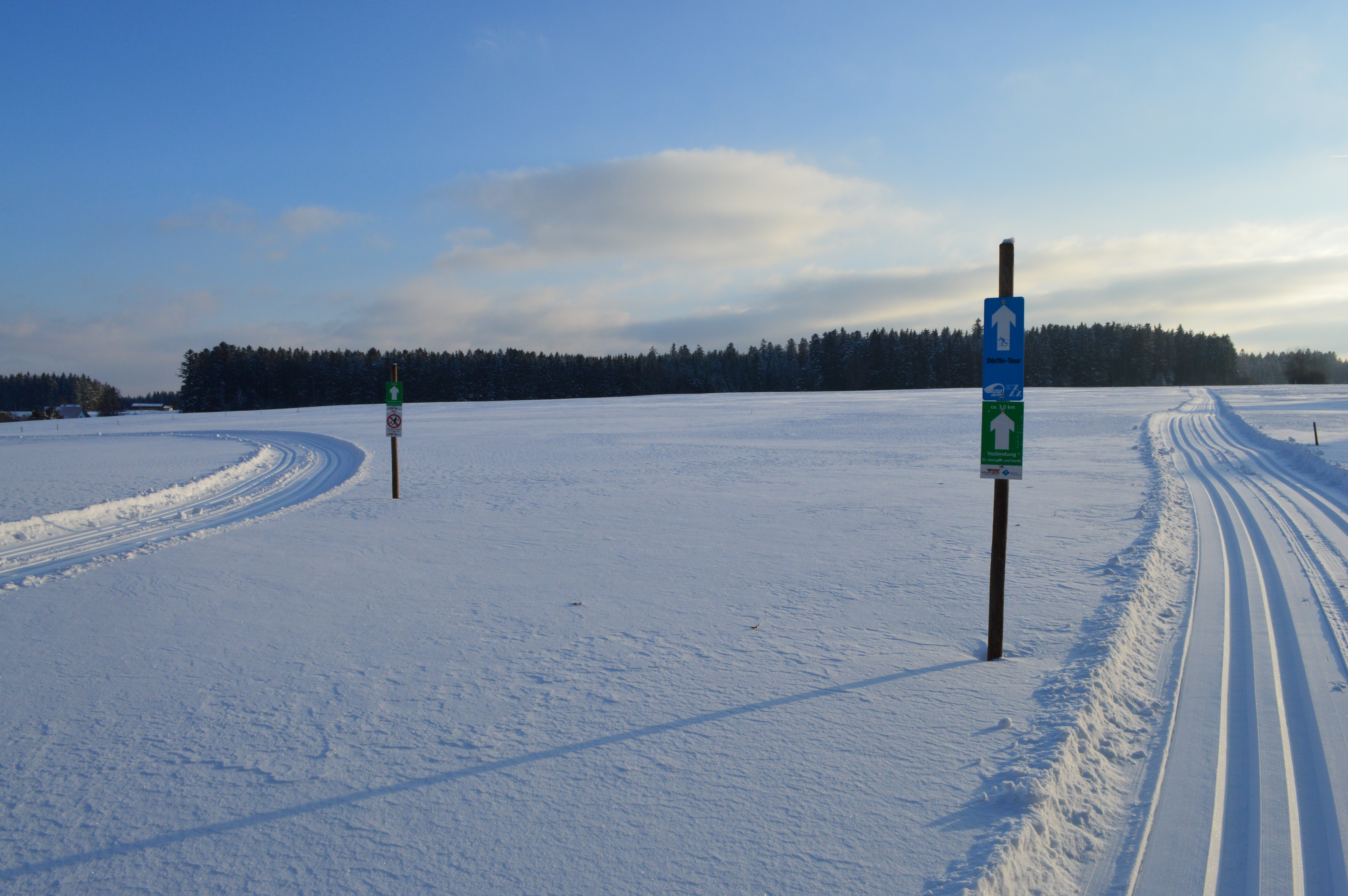
Loipe

## Sport
Durch Buchenberg verläuft die Buchenberg-Loipe von Königsfeld nach Buchenberg und es gibt eine Verbindungsloipe nach St. Georgen.